# Котлярський Владислав Юрійович
Владислав Юрійович Котлярський (нар. 2 серпня 1972, Москва, Росія) — російський актор театру і кіно, популярності якому надала роль підполковника міліції Станіслава Карпова в серіалах «Глухар», «П'ятницький» та «Карпов».

## Біографія
Владислав Котлярський народився 2 серпня 1972 року в місті Москва. Закінчив режисерський факультет Російської академії театрального мистецтва (майстерня Гончарова). Деякий час працював у Московському драматичному театрі «Біля Нікітських воріт».
В даний час Владислав Котлярський — актор драматичного театру «Арт-хаус».
У кіно почав зніматися з 2002 року. Спочатку його залучали у різні серіали виключно на епізодичні ролі («Вогнеборці», «Російські амазонки», «Штрафбат», «Аеропорт», «Доктор Живаго» та ін).

## Громадська позиція
24 лютого 2022 року висловився проти вторгнення Росії в Україну.

## Станіслав Карпов

Кадр з серіалу «Глухар»Кадр з серіалу «Глухар»

Першою великою роботою актора в кіно стала роль майора міліції Станіслава Карпова в кримінальному серіалі «Глухар» (2008–2010). Актор створив образ жорсткого, цинічного міліціонера, який користується службовим становищем в особистих цілях і «кришує» в своєму районі все більш або менш дохідні місця і кримінальних авторитетів. Серіал викликав відгук у глядачів, і у 2009 році вийшла його друга частина, де герой Котлярського «виріс» вже до підполковника. У 2011–2013 роках підполковник Карпов також з'являється у деяких серіях серіалу «П'ятницький». У 2012 також вийшов однойменний телесеріал «Карпов», у якому Котлярський зіграв головну роль. Є також багато цитат, що вживав міліціонер Карпов.
|                                     | Думаешь, в милиции могут пытать? Ошибаешься...в милиции будут пытать! И пытать тебя буду я! |
| — Станіслав Карпов у серіалі Глухар |                                                                                             |

|                                     | Ну а я-то тут причем? Я ж безобидный. |
| — Станіслав Карпов у серіалі Глухар |                                       |

|  | Найти иглу в стоге сена легко! Надо просто прыгнуть на это сено (лайка вилучена), она и найдётся! |

## Фільмографія
- 2017 — «Реверс» (у виробництві)
- 2016 — «Просто гра» (короткометражний)
- 2014 — «Чиста вода біля витоку» — Арсеній Фельцов, помічник Сєлєзньова
- 2014 — «Кураж» — імпресаріо (у титрах не вказано)
- 2014 — «Пятницький. Глава четверта» — Станіслав Михайлович Карпов, колишній підполковник міліції, начальник СКМ
- 2013 — «Амулет» — майор міліції
- 2013 — «Пятницький. Глава третя» — Станіслав Михайлович Карпов, колишній підполковник міліції  СКМ
- 2013 — «Карпов 2.0» — Станіслав Михайлович Карпов, колишній підполковник міліції, начальник СКМ
- 2012 — «Інтерни» — майор міліції (136 серія)
- 2012 — «Пятницький. Глава друга.» — Станіслав Михайлович Карпов, колишній підполковник міліції, колишній начальник СКМ
- 2012 — «Карпов» — Станіслав Михайлович Карпов, колишній підполковник міліції, колишній начальник  СКМ
- 2012 — «СК» — Митя/Дмитро Черняєв
- 2012 — «Під прикриттям» — кіллер
- 2011 — «Знову Новий!» — Владислав Котлярський, камео
- 2011 — «Пятницький» — Станіслав Михайлович Карпов, колишній підполковник міліції, колишній начальник  СКМ
- 2011 — «Манна небесна» — Ігор Кияшко (сусід Григорія)
- 2011 — «Закон і порядок: Злочинний умисел -4» — Павло Ладов (журналіст)
- 2010 — «Шериф» — Міша
- 2010 — «Шахта» — капітан Белов
- 2010 — «Вчитель у законі. Продовження» — бандит
- 2010 — «На дотик» — чоловік в супермаркеті
- 2010 — «Мєнт в законі-2» — епізод
- 2010 — «Кодекс честі 4» — Акробат
- 2010 — «Глухар. Знову Новий!» — підполковник  міліції, Станіслав Михайлович Карпов, начальник СКМ
- 2010 — «Глухар в кіно» — підполковник Станіслав Михайлович Карпов, начальник міліції, СКМ
- 2010 — «Глухар: Повернення» — підполковник міліції, Станіслав Михайлович Карпов, начальник СКМ
- 2009 — «Я покажу тобі Москву» — патрульний
- 2009 — «Стриптиз клуб» — Віктор
- 2009 — «Заборонена реальність» — водій мордатого
- 2009 — «Місто спокус» — епізод
- 2009 — «Глухар. Приходь, Новий рік!» — підполковник міліції, Станіслав Михайлович Карпов, начальник СКМ
- 2009 — «Глухар: Продовження» — підполковник міліції, Станіслав Михайлович Карпов, начальник СКМ
- 2009 — «Виходжу тебе шукати» — фельдшер
- 2009 — «Висяки-2» — епізод
- 2008 — «Солдати. Дємбельський альбом» — епізод
- 2008 — «Закон і порядок: Злочинний умисел-3» — Дмитро Бєлов
- 2008 — «Генеральська внучка» — автослюсар Коля
- 2008 — «Глухар» — майор міліції, Станіслав Михайлович Карпов, начальник СКМ
- 2008 — «Висяки» — епізод
- 2007–2008— «Тетянин день» — колега Бориса Костенко
- 2007–2008 — «Атлантида» — міліціонер
- 2007 — «Час Волкова» — Віктор (охоронець казино)
- 2007 — «Судова колонка» — Бібіков
- 2007 — «Солдати-13» — капітан міліції
- 2007 — «Инше» — 2-й інкасатор
- 2007 — «Попелюшка.ру» — міліціонер
- 2006 — «Детективи» — Максим Кириченко, хімік
- 2005 — «Доктор Живаго» — епізод
- 2005 — «Аеропорт» — епізод
- 2004-2013 | «Кулагін і партнери» — шахіст Лис
- 2004 — «Штрафбат» — майор Гнидюк (2 серія)
- 2004 — «Сліпий» — епізод
- 2004 — «Звіздар» — епізод
- 2004 — «Діти Арбату» — епізод
- 2003 — «Вогнеборці» — помічник генерала Бугрова
- 2003 — «Повернення Мухтара» — Кириленко
- 2002 — «Росіяни в місті ангелів» — бандит
- 2002 — «Російські амазонки» — лікар швидкої допомоги
- 1990 — «Повість непогашеного місяця» — епізод